# Il castello
Il castello (titolo originale tedesco: Das Schloss) di Franz Kafka (1883-1924), scritto intorno al 1922 e pubblicato postumo nel 1926, è l'ultimo dei tre romanzi dello scrittore praghese. Rimasto incompiuto, Il castello, spesso oscuro e a volte surreale, è centrato sui temi della burocrazia, della legge come ordine globale, e quindi dell'alienazione e della frustrazione continua dell'uomo; esso tenta di integrarsi in un sistema, che lo invita ma contemporaneamente lo allontana, emarginandolo.

## La trama
Durante una gelida notte il protagonista, semplicemente indicato nel romanzo con l'iniziale K., giunge in un villaggio sovrastato dalla figura misteriosa di un castello. Cercando ospitalità nell'osteria, egli sostiene d'essere un agrimensore e di essere stato là invitato dal conte in persona, il conte Westwest, per svolgervi attività lavorative. 
Dopo alcune incomprensioni iniziali fra K. e gli occupanti dell'osteria che gli si erano mostrati ostili, tramite una lettera consegnatagli da un messaggero di nome Barnabas, K. viene ufficialmente informato di essere stato assunto dal conte e che il suo diretto superiore sarà il sindaco. La lettera è firmata dal capo della X Sezione, un funzionario di nome Klamm.
K. incontra anche due enigmatici personaggi, Artur e Jeremias, definiti suoi "aiutanti".
All'Albergo dei Signori K. conosce Frieda, cameriera e amante del funzionario Klamm. È Frieda stessa che permetterà a K. di spiare il funzionario da un apposito buco mentre sta riposando in una stanza riservata. Subito dopo K. consumerà di nascosto un amplesso con Frieda sul pavimento sotto il banco di mescita. Frieda lascerà l'onorevole posto di amante di Klamm per seguire K.
Giunto al cospetto del suo superiore, il sindaco, costui lo informa che la sua chiamata in qualità di agrimensore è stata solamente uno spiacevolissimo errore, un disguido burocratico dovuto alla complessità dell'amministrazione. Più che un errore però, si affretta a precisare il Sindaco in seguito alle insistenze di K., si tratta di un equivoco, giacché:
(Mondadori 1979, traduzione di Anita Rho, p. 98 e p. 99)
Dal maestro della locale scuola gli viene quindi offerto un lavoro provvisorio in qualità di bidello. Costretto dalle circostanze ma anche dalle insistenze di Frieda che comprende la difficoltà della situazione, K. accetta.
Lo scopo di K. resta però quello di veder riconosciuta la propria posizione come agrimensore e egli cercherà così di avere con tutti i mezzi un incontro con Klamm. Lo attenderà a lungo all'uscita dell'Albergo dei Signori; istruirà il messaggero Barnaba di fargli recapitare la sua richiesta; approfitterà della fiducia del piccolo Hans Brunswick per servirsi della famiglia di costui, eccetera. Ma tutto è vano, e gli abitanti del villaggio sembrano fare fronte comune attorno al funzionario, quasi come questi dovesse essere protetto, ma da cosa nemmeno a loro è chiaro. Da Barnaba K. riceve una seconda missiva di Klamm nella quale egli legge che il funzionario si complimenta con lui per lo zelo mostrato in qualità di agrimensore. K. ne resta stupito.

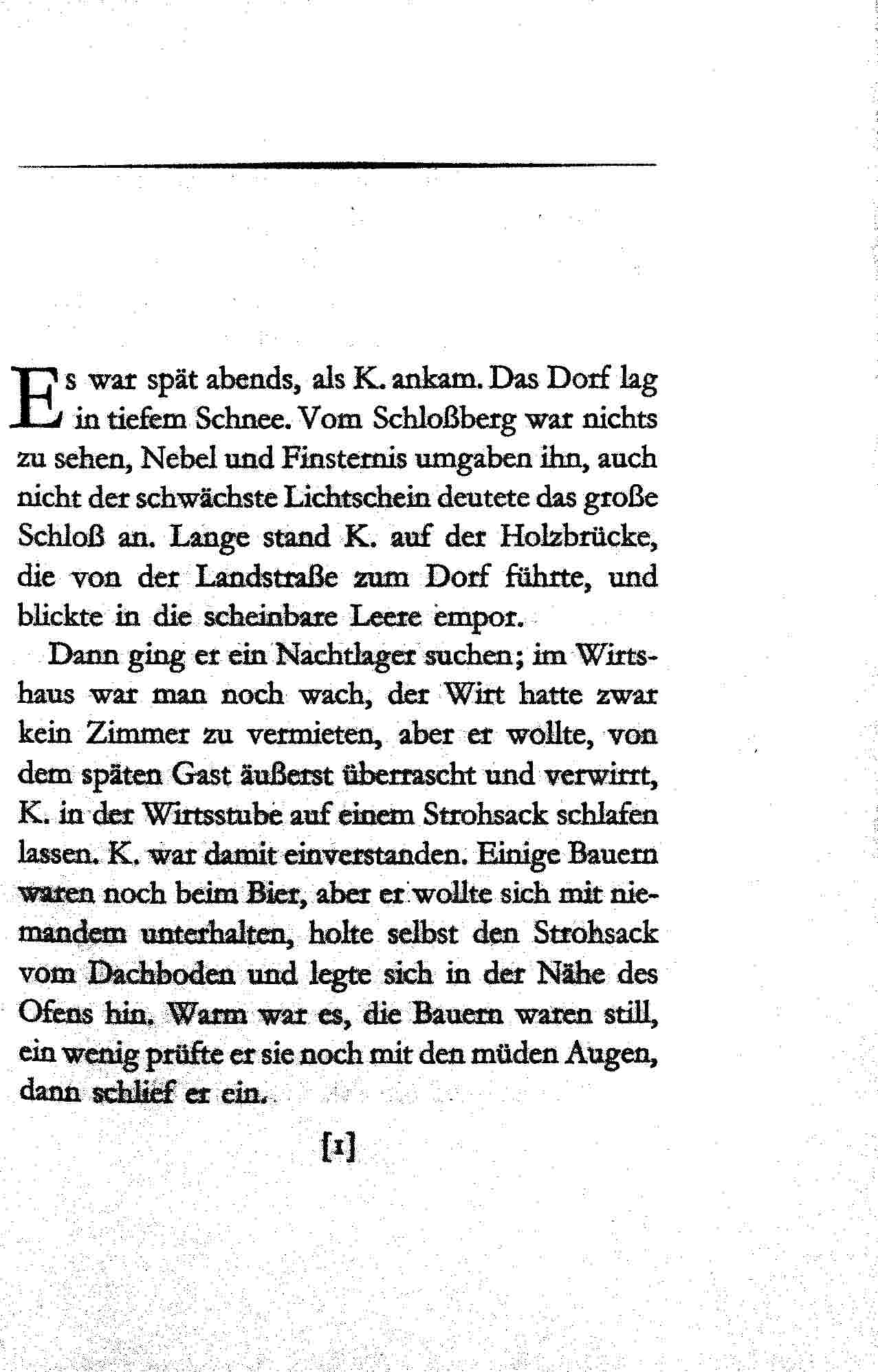
Riproduzione della prima pagina della prima edizione: Das Schloss, München, Kurt Wolff Verlag, 1926, Seite II

La prima giornata del suo nuovo lavoro come bidello è un disastro. Di notte il freddo costringe K. a forzare la legnaia e la nottata passa così, fra molti inconvenienti, con i due aiutanti sempre intorno e sempre più maldestri, tanto che uno dei due giunge a infilarsi nel letto di K. approfittando dell'assenza momentanea di Frieda. All'indomani il maestro licenzia K. che però si rifiuta di lasciare la scuola. La maestra, Gisa, con la zampa del proprio gatto obeso graffia a sangue la mano di K. K. licenzia i due aiutanti e li chiude fuori, ma questi continuano imperterriti a picchiare contro i vetri. Frieda suggerisce a K. di lasciare il villaggio, ma qualcosa di oscuro sembra già legare K. a quel posto:
(Mondadori 1979, traduzione di Anita Rho, p. 162)
Si inserisce, quasi a metà del romanzo, l'ampio racconto che Olga, sorella del messaggero Barnaba, fa a K. della storia della propria famiglia, famiglia bene in vista e rispettata fino al rifiuto di Amalia, l'altra sorella di Barnaba. A una festa pubblica un funzionario di nome Sortini nota Amalia, ben vestita e attraente. La ragazza che probabilmente si aspettava attenzioni degne del proprio rango si vede invece recapitare, da parte del funzionario, una lettera volgare e quasi minacciosa. Con sdegno Amalia strappa la lettera.
Da quel momento, sebbene nessuno accusasse Amalia o la sua famiglia, questa cominciò inesorabilmente a cadere in disgrazia. Il padre viene congedato dal suo incarico di pompiere, le difficoltà economiche e l'indifferenza dei concittadini e anche degli amici li spingono sempre più ai margini. Il posto che adesso Barnaba è riuscito a ottenere dopo anni di tentativi di farsi riaccettare dal Castello è un primo segno di riabilitazione. K. ascolta con attenzione il racconto di Olga, riuscendo così a farsi un'idea più precisa sebbene ancor incompleta di come il Castello regoli le questioni del villaggio.
Quello che appare certo è come tutti gli abitanti del villaggio tengano in altissima considerazione i funzionari del Castello. La macchina burocratica è vasta e complessa: i segretari e i funzionari vanno e vengono in continuazione dal Castello, di ogni cosa vengono redatti verbali e di notte si dà udienza ai cittadini. I verbali sono per i funzionari di rango superiore, come Klamm per esempio, che però nella gran parte dei casi non li leggono. Accedere al Castello è infine impresa ardua, perché, come Olga spiega a K.:
(Mondadori 1979, traduzione di Anita Rho, p. 227)
Al ritorno dall'incontro con Olga, K. apprende di essere stato querelato dai suoi aiutanti per maltrattamenti, e non solo: Frieda lo ha abbandonato proprio per uno dei due, Geremia, ed è tornata al suo impiego presso il bar dell'Albergo dei Signori. Successivamente K. viene convocato da Erlanger, uno dei segretari di Klamm. All'Albergo dei Signori, sono le quattro di notte, K., dopo aver rivisto Frieda, cercando la stanza di Erlanger si introduce per sbaglio nella stanza di Bürgel, altro segretario. Costui si desta e lo trattiene nella sua stanza che funge anche da ufficio, entrambi seduti sul letto. Bürgel sembra continuare le spiegazioni di Olga sull'andamento delle cose nel villaggio, ma K., vinto dal sonno e dalla stanchezza si addormenta stringendo un piede di Bürgel.
Al risveglio K. incontra Pepi, una serva che aveva preso il posto di Frieda al banco di mescita ma che sarebbe tornata a servire come cameriera. Pepi insinua a K. il sospetto che tutta la sua storia con Frieda rientri in una perfida macchinazione della stessa, al fine di rimarcare l'importanza della propria posizione. Subito dopo K. incontra Gerstacker, un vetturino a lui già noto, che intende offrirgli un lavoro. È a questo punto che il romanzo si interrompe bruscamente.
In una nota di Max Brod alla prima edizione, il curatore spiega che a una sua espressa domanda, Kafka gli avrebbe confidato l'intenzione che K. morisse di esaurimento e che proprio in quel momento giungesse dal Castello l'ufficializzazione del suo diritto a restare nel villaggio e lavorarci. Una fine che suona come una beffa, dunque.

## Genesi e struttura
Kafka comincia a lavorare al romanzo presumibilmente intorno al 1921, ma lo completa in gran parte nell'anno successivo. Il 15 marzo di quell'anno ne legge all'amico Max Brod la parte iniziale. In una lettera giunta l'11 settembre, sempre a Max Brod, Kafka si lamenta di non essere in grado di tradurre in parole il «carattere demoniaco delle figure del romanzo» e conclude di aver interrotto «per sempre la storia del Castello». Sono questi gli anni in cui la tubercolosi si aggrava e i ricoveri si fanno più frequenti, ma anche gli anni nei quali la difficile relazione con Milena, probabile ispiratrice della figura di Frieda, può essere considerata conclusa. Kafka morirà due anni più tardi, ricoverato nel sanatorio di Kierling.
Il manoscritto, che secondo le istruzioni di Kafka stesso doveva essere bruciato alla sua morte, presenta soltanto una suddivisione ed è privo di titolo. Sarà sempre l'inseparabile Max Brod che ne curerà la prima edizione nel 1926 suddividendo l'opera in venti capitoli e intitolandolo Das Schloss (Il castello), essendosi Kafka così sempre riferito al romanzo.

## I significati

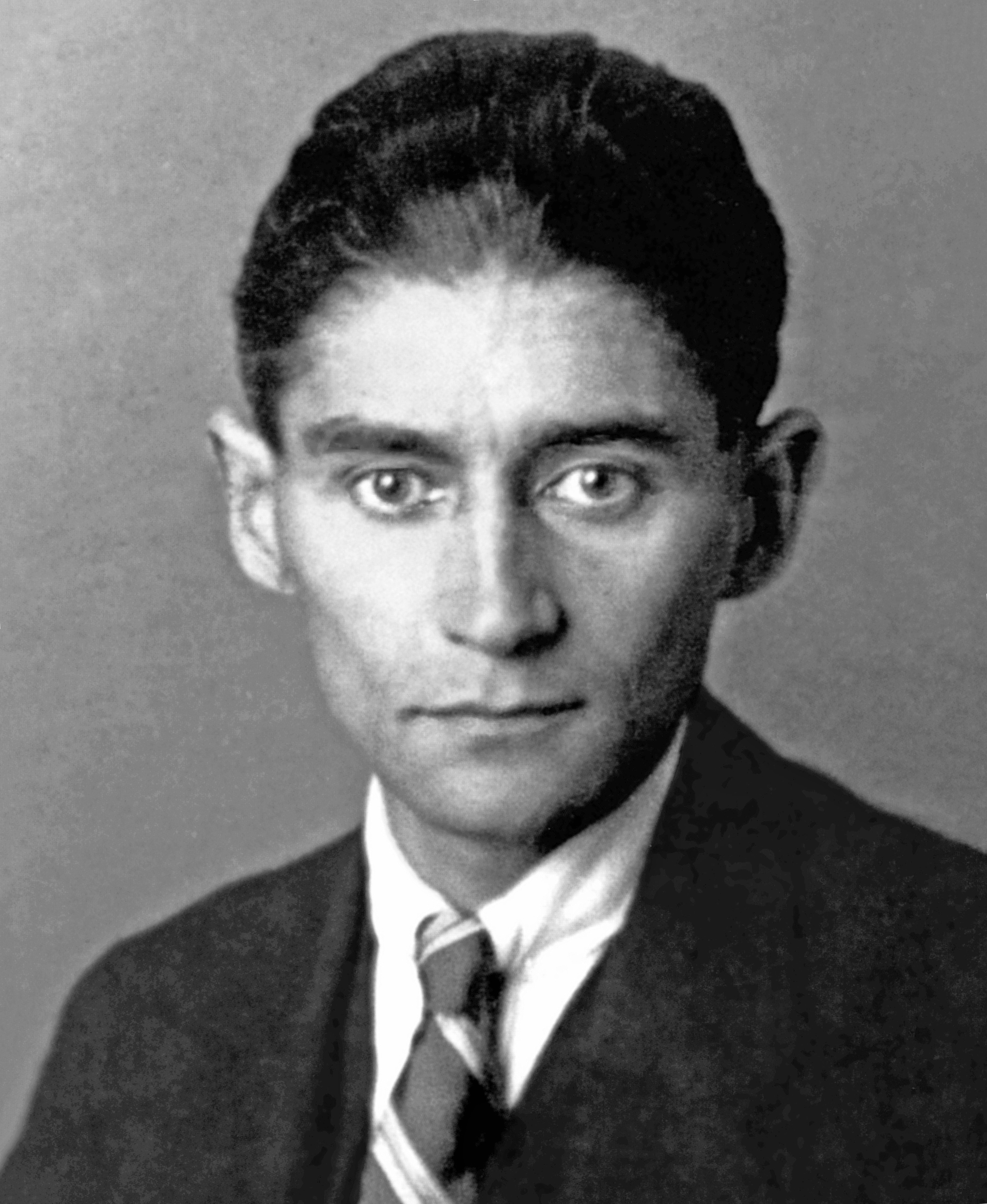
Franz Kafka qualche anno prima della morte

Il romanzo di Kafka ha dato vita a numerose interpretazioni critiche nel corso del Novecento. Il romanzo fu pubblicato postumo nel 1926 a cura dell'amico Max Brod, il quale aggiunse una postfazione nella quale avanzava un'interpretazione teologica dell'opera. Secondo Brod il Castello rappresenterebbe la Grazia divina, mentre Il processo, il secondo romanzo di Kafka, sarebbe centrato sul tema della Giustizia di Dio. Il protagonista è dunque l'uomo che si barcamena fra le vicende del quotidiano cercando di comprendere il misterioso disegno del Deus absconditus, quella legge che stabilisce il bene, il male e il destino stesso, alla quale è impossibile accedere ma alla quale l'uomo aspira confidando nella benevolenza di Dio e nella sua grazia. L'interpretazione di Brod condizionò pesantemente tutti i primi commentatori.
Negli anni quaranta, a opera di Erich Fromm, Angel Flores, Charles Neider e altri, si diffuse l'interpretazione psicoanalitica del romanzo. Facendo riferimento alla celeberrima Lettera al padre, si è così visto ne Il castello l'espressione della persecuzione, della colpa e della solitudine dell'uomo al cospetto dell'autorità. Il villaggio in cui K. giunge è un ambiente estraneo, misterioso e avverso, sul quale la figura del Castello si erge come minacciosa e ostile.
Successivamente la critica sociologica cercò di liberarsi da interpretazioni religiose e psicoanalitiche per mettere in luce la concretezza dei nessi che Kafka evidenzia nel rapporto fra l'uomo e la società. Walter Benjamin, György Lukács e Theodor W. Adorno sono i nomi più noti di un'analisi condotta in tal senso. Secondo quest'ultimo, per esempio, il romanzo può essere visto come una metafora delle strutture gerarchiche e di potere dei sistemi totalitari che si sarebbero imposti poco dopo la morte dell'autore. Per Adorno, il «regno di Kafka… allude al nazionalsocialismo molto di più che non al governo di Dio… Al castello i funzionari indossano un'uniforme speciale come le SS, un'uniforme che in caso di necessità il paria può anche cucirsi addosso da solo; anche le élite del fascismo si sono elette da sole. L'arresto è un'aggressione, il giudizio un atto di violenza… l'espressione 'Schutzhaft' avrebbe potuto inventarla lui, se non fosse già stata in voga durante la prima guerra mondiale».
Le vicende dell'agrimensore K. rappresentano la proiezione dell'impotenza e delle frustrazioni dell'uomo moderno, il quale si trova schiacciato da una realtà che sfugge ai suoi criteri di valutazione.
Il protagonista si sente ovunque solo e alienato, il suo rapporto con il mondo esterno è ormai completamente compromesso, e la presenza cupa e minacciosa del Castello rappresenta un'entità superiore negativa che finisce per determinare e opprimere l'esistenza dell'uomo.
In questa prospettiva, si è perduto il senso di ogni cosa. Per Kafka la ragione diventa così inutile: l'essere viene destrutturato fino a perdere la propria identità, come dimostra il nome stesso dell'agrimensore ridotto alla sola lettera K. (l'uso di questa iniziale richiama inevitabilmente il nome dell'autore).
Secondo la critica di stampo marxista, Il castello raffigura la posizione dell'uomo contemporaneo oppresso dal capitalismo e dalle sue contraddizioni. Di tutt'altro avviso i critici che si ispirano all'esistenzialismo, i quali intravedono nelle peripezie di K. la condizione eterna del vivere dell'uomo.
Potenzialmente, il genio di Kafka risiede nel comprendere che non si cessa di essere parte integrante della macchina nemmeno al di fuori del contesto lavorativo. L'alienazione dell'uomo non è mai "sospesa", anzi, persiste anche nelle relazioni sociali e familiari. «Il meccanismo fa parte della Macchina in quanto pezzo meccanico, ma anche quando smette di esserlo», scrivono Deleuze e Guattari in Kafka. Per una letteratura minore.
Per lo scrittore e critico Pietro Citati in questo romanzo Kafka descrive un mondo nel quale dominano forze diverse e differenti che possono essere inquadrate come l'espressione di un divino multiforme, un universo politeista dunque, a cominciare dall'ineffabile Conte Westwest, dio al di là del tramonto; a seguire col messaggero Barnaba-Ermete; col funzionario Klamm-Eros; con figure femminili quali Gardena-Demetra, o Frieda, che ora sembra una Circe ora una dea dell'amore. A differenza però degli dèi greci, queste figure viste da vicino si rivelano molto umane, difettose e anche volgari, sebbene sfuggenti e incomprensibili. Sotto la tunica bianca e attillata Barnaba nasconde una camicia logora e un torace tozzo; un funzionario come Sortini scrive una lettera scurrile ad Amalia; Klamm sebbene temuto e rispettato è in realtà timido e riservato. In questo mondo K. si muove come un moderno Ulisse, tenace, disposto anche a mentire pur di giungere a Klamm, al Castello.
È l'autore stesso, Kafka, a insinuare dubbi: K. afferma di essere agrimensore, uno che vuol misurare, razionalizzare, ma il narratore mai lo conferma, anzi descrive K. come esperto di medicina. A differenza però di Ulisse, la ricerca di K. è segnata da continui fallimenti, l'angoscia lo sopraffà così sempre più, in ciò rassomigliando più al Dottor Faust che all'eroe omerico. Il Castello è inavvicinabile e gli dèi non solo non aiutano K. ma nemmeno lo contrastano, non lo avversano come avviene con Ulisse: K. si ritrova solo a lottare con forze che non accettano la lotta, eludono i suoi tentativi, lo lasciano sfinirsi. K. è in fondo un uomo che vive in un ambiente che non sente suo, che gli è avverso perché pur desiderandolo egli non riesce a comprenderlo. La sua indipendenza è anche la sua vulnerabilità.

## Personaggi
| Personaggio                                  | Descrizione |
| K., l'agrimensore                            | Il protagonista della storia, riconosciuto come agrimensore, viene invece impiegato come bidello della scuola. Risulta forestiero e parzialmente sgradito agli abitanti locali del villaggio. Tranne un lontano ricordo dell'infanzia, di K. non è noto quasi nulla. Per gran parte della storia, che si svolge nell'arco di una settimana, egli cerca di superare le barriere della burocrazia imposte dal Castello e di avere udienza con uno dei suoi funzionari più importanti, Klamm. |
| Frieda                                       | Biondina dall'aspetto malinconico, ex-cameriera del bar dell'Albergo dei Signori e ex-amante del funzionario Klamm, che per gran parte del romanzo risulta fidanzata con K. Verso la fine ella lo lascia, fidanzandosi con uno dei suoi ex-servitori, Geremia, il quale è stato infine assunto come cameriere al bar dei Signori. |
| Hans, proprietario della locanda al Ponte    | Nipote del proprietario originale della locanda. Secondo la moglie Gardena è lento e ozioso. |
| Gardena, proprietaria della locanda al Ponte | Donna gigantesca, è stata per breve tempo amante di Klamm, e di questa storia le restano uno scialle, una cuffia da notte e una foto del messaggero che le aveva comunicato le intenzioni del funzionario: di questi ricordi ella vive e si strugge. Si dimostra assai sospettosa nei confronti di K. |
| Barnaba, un messaggero                       | È il messaggero che il Castello ha scelto per dialogare con K. Questo incarico per lui è nuovo. Vestito di una tunica bianca e attillata, occhi grandi e sorridente si rivela immaturo e sensibile. Fratello di Olga e Amalia, si viene a sapere che ha accettato questo incarico per riscattare la colpa della sorella Amalia. |
| Arturo e Geremia, assistenti di K.           | Poco dopo il suo arrivo nel villaggio a K. vengono assegnati due assistenti per aiutarlo nei suoi compiti. Arturo e Geremia, che si assomigliano stranamente, entrambi magri e con la barba a punta, si rivelano maldestri e puerili, quasi clowneschi, e finiscono per essere più di impaccio che d'aiuto. Questi rappresentano una fonte di grande frustrazione per K., il quale, con i suoi modi di fare, li porta infine ad abbandonare il servizio. Essi sono stati incaricati dal funzionario Galater (che in quel momento sostituiva Klamm) di rallegrare la vita di K. Geremia alla fine si fidanzerà con la promessa sposa di K. Frieda. |
| Sindaco                                      | Incaricato da Klamm di assegnare a K. i compiti e di essere il suo superiore. Informa K. che loro non hanno assolutamente bisogno di un agrimensore. |
| Mizzi, la moglie del sindaco                 | Moglie e assistente del Sindaco. Secondo Gardena è lei che svolge realmente il lavoro. Nel colloquio che K. ha col Sindaco, Mizzi giocherella costruendo una barchetta con la lettera di assunzione di K. |
| Klamm                                        | Capo delle X sezione, mutevole e sfuggente funzionario del Castello che rappresenta l'autorità dello stesso su K. Come per gli altri funzionari del Castello, la sua attuale area di competenza non è menzionata nel libro. K. trascorre gran parte del romanzo cercando di avere un incontro con Klamm. Egli ritiene che potendogli parlare potrà risolvere gran parte dei suoi problemi. Klamm ha almeno due segretari, Erlanger (Primo segretario) e Momus. Il nome del personaggio Klamm è simile alla parola tedesca "Klammer", che significa "graffetta", "sostegno", "piolo", "chiusura" (ma anche "rigido", "viscido", "orrido"), e può avere un doppio significato, poiché Klamm è essenzialmente la serratura che racchiude i segreti del castello e la salvezza di K. In ceco (Kafka era bilingue), "klam" significa "illusione". Sebbene Klamm sia nominato tantissime volte nel romanzo, egli appare una volta soltanto, quando K. ha la possibilità di spiarlo da un foro praticato in una porta. Nemmeno gli abitanti del villaggio lo conoscono bene e l'unica cosa su cui concordano è nel descriverlo vestito di una giacca scura a falde larghe. |
| Momus, segretario di Klamm                   | Gestisce tutta la corrispondenza per Klamm e riceve tutte le petizioni a lui rivolte. È anche segretario di Vallabene, il quale non è più citato nel romanzo. Momus appare una sola volta nel romanzo per sottoporre K. a interrogatorio, cosa che K. rifiuta. Momus è il nome del dio greco della maldicenza. |
| Erlanger, segretario di Klamm                | Primo segretario di Klamm, viene mandato a interrogare K. ma riceve da lui solo un breve messaggio. |
| Olga, sorella di Barnaba                     | Sorella più vecchia di Amalia e Barnaba. Di carattere mite, cerca di aiutare K. nella sua impresa. Gli racconta la storia della sua famiglia e del perché essi sono considerati emarginati. Lo istruisce su alcune usanze degli abitanti del villaggio. |
| Amalia, sorella di Barnaba                   | Sorella più giovane di Olga, è caduta in disgrazia avendo rifiutato una esplicita e brutale richiesta di favori sessuali dal funzionario del Castello Sortini. Trascorre gran parte del suo tempo a casa, assistendo i genitori gravemente malati, chiusa nella disperazione di aver sperimentato in prima persona il male che il Castello celava e col quale si è rifiutata di scendere a compromessi. |
| Padre di Barnaba                             | Padre di Olga, Amalia e Barnaba. Era ciabattino del villaggio e prestigioso pompiere. Dopo il rifiuto di Amalia della proposta di Sortini la sua attività va in fallimento e gli vengono ritirate le credenziali di pompiere. Diventa invalido a causa di una malattia reumatica conseguenza delle numerose e protratte attese all'aperto in cerca di un contatto coi funzionari del Castello per perorare la causa della famiglia. |
| Madre di Barnaba                             | Madre di Olga, Barnaba e Amalia. Nel romanzo non compare mai il cognome della famiglia, cognome che sembra essere stato dimenticato per sempre dopo l'episodio di Amalia. Tutti si riferiscono alla famiglia come a "quella di Barnaba". |
| Otto Brunswick, genero di Lasemann           | Padre del piccolo Hans Brunswick. Opportunisticamente prende i clienti del padre di Barnaba dopo che egli è caduto in rovina con la sua famiglia. Secondo il sindaco, Brunswick è l'unico del paese che richiedeva che fosse assunto un agrimensore. Non è stato però reso noto il motivo. |
| Frau Brunswick                               | Madre di Hans Brunswick. Si riferisce a se stessa come "del Castello" ed è l'unica rappresentanza femminile al Castello. |
| Hans Brunswick, un simpatico studente        | Studente nella scuola dove K. è impiegato come bidello. Si offre di aiutare K., e K. lo utilizza per cercare di ottenere una via verso il Castello grazie a sua madre. |
| Oste dell'Albergo dei Signori                | L'oste dell'Albergo dei Signori. |
| Ostessa dell'Albergo dei Signori             | Signora ben vestita e ostessa dell'Albergo dei Signori. Sembra essere la padrona dell'Albergo (come Gardena era della Locanda al Ponte). Essa è sospettosa di K. |
| Galater                                      | È il funzionario del Castello che assegna i due assistenti a K. In passato fu "salvato" dal padre di Barnaba durante un incendio all'Albergo dei Signori. |
| Bürgel                                       | Segretario di Friedrich, funzionario del Castello. (Friedrich non è più menzionato nel libro, ma dal testo cancellato dall'autore si viene a sapere che è un funzionario caduto in disgrazia). Nell'incontro fortuito che K. ha di notte con Bürgel in una stanza presso l'Albergo dei Signori, il segretario gli rivela, con tono allegro e spensierato, preziosi particolari sui meccanismi che si celano dietro l'apparenza dei rapporti fra villaggio e Castello. Mentre Bürgel prosegue, K. però si addormenta. |
| Sordini                                      | Funzionario italiano, Segretario del Castello, che gestisce esaustivamente tutte le transazioni per il suo dipartimento. |
| Sortini                                      | Funzionario del Castello responsabile del servizio di pompieri. Si viene a sapere che aveva fatto rudi richieste esplicitamente sessuali ad Amalia chiedendole di raggiungerlo nella sua camera all'Albergo dei Signori. |
| Insegnante                                   | Offre a K. un lavoro da bidello. Quando K. diventa il bidello della scuola, l'insegnante diventa di fatto il suo superiore. Egli non approva il lavoro di K. nella scuola ma non appare avere autorità sufficiente per opporsi. |
| Miss Gisa                                    | L'assistente dell'insegnante della scuola che è corteggiata da Schwarzer e disprezza K. |
| Schwarzer                                    | Figlio di un castellano, sembra aver rinunciato a vivere nel castello per fare la corte a Miss Gisa e diventare il suo insegnante studente. |
| Pepi                                         | Una ex cameriera alle stanze che viene promossa cameriera al bar al posto di Frieda che ha lasciato la posizione per andare a vivere con K. Verso la fine del romanzo Pepi confida a K. che tutta la sua storia con Frieda è soltanto il subdolo piano di costei per rimarcare la sua posizione di amante di Klamm, cosa che in realtà nessuno sa se corrisponda a verità. |
| Lasemann, un conciatore                      | Il conciatore del villaggio che offre a K. un riparo per alcune ore durante il suo primo giorno al villaggio. |
| Gerstacker, un vetturino                     | Inizialmente sospettoso di K. gli dà un passaggio verso l'osteria al ponte dopo che gli ha rifiutato di portarlo al Castello. Alla fine del libro si dimostra socievole con K. perché ritiene che K. possa avere influenza su Erlanger. |
| Seemann, capo dei pompieri                   | Capo del corpo dei pompieri che strappa il diploma di vigile del fuoco del padre di Barnaba dopo che la sua famiglia era caduta in disgrazia a seguito della rude risposta della figlia Amalia alle richieste presentate dal messaggero di Sortini. |
| Bertuch, ortolano                            | Personaggio nominato una sola volta. Getta una coperta, per pietà, al padre di Barnaba quando questi si apposta a chiedere perdono per il comportamento della figlia a tutti i funzionari del Castello che incontra. |
| Madre di Gerstacker                          | Personaggio menzionato una sola volta. Compare alla fine del romanzo mentre, con un libro in mano, tenta di riferire qualcosa a K. |
| Conte Westwest                               | Tenutario del Castello, è soltanto menzionato all'inizio del romanzo. Il suo nome, che in tedesco e in inglese sta per "Occidente-occidente", sembra essere tabù, tant'è che nel colloquio col maestro, K. si sente rimproverare da costui di non nominarne il nome alla presenza degli scolari. |

## Influenze deIl castellonel cinema e nella letteratura
- Nel 1968 il regista Rudolf Noelte ne diresse una versione cinematografica dal titolo omonimo.
- Nel 1994 il regista russo Aleksej Oktjabrinovič Balabanov diresse Zamok (Замок) particolareggiata versione cinematografica del romanzo
- Nel 1997 il regista austriaco Michael Haneke finisce il suo quarto lungometraggio, girato per la televisione austriaca, ispirato proprio dal romanzo di F. Kafka di cui porta il titolo, Das Schloss. Il film è ancora inedito in Italia e per questa ragione non è ancora stato doppiato in italiano.
- Il film Delitti e segreti (titolo originale Kafka), uscito nel 1991 per la regia di Steven Soderbergh, è un film con protagonista Jeremy Irons nel ruolo di Kafka. Il film miscela vita e fiction fornendo una presentazione semi-biografica della vita e dell'opera di Kafka. La trama verte su Kafka che indaga sulla scomparsa di uno dei suoi colleghi di lavoro. La narrazione porta Kafka attraverso molti dei suoi scritti, soprattutto Il castello e Il processo.
- Dino Buzzati è stato molto influenzato dall'opera di Kafka; in particolare la trama de Il deserto dei Tartari riprende, a grandi linee, quella de Il castello: come K., il protagonista del romanzo di Kafka, aspetta disperatamente davanti al castello in attesa di ricevere una "legittimazione" del suo ruolo nella cittadina e quando ha la possibilità, finalmente, di avere una spiegazione da un alto funzionario, è troppo sfinito dal logorio dell'attesa, allo stesso modo Giovanni Drogo, protagonista del romanzo di Dino Buzzati, dopo avere trascorso una vita in attesa di una guerra che legittimi il suo ruolo di soldato in una fortezza sperduta, quando finalmente si presenta l'occasione è troppo stanco e malato per potervi partecipare.
- Nella prima parte di L'impero del sogno di Vanni Santoni, il protagonista raggiunge in sogno un castello simile a quello del romanzo, tant'è che dice che "era stato scambiato per un agrimensore", chiaro omaggio all'opera di Kafka.
- Il libro è al centro della trama del film Guilty of Romance (2011), del regista giapponese Sion Sono.
- La poesia 16 di A Coney Island of the mind di Lawrence Ferlinghetti è una riflessione sull'opera di Kafka.
- L'opera di Kafka ha ispirato anche il soggetto del film L'udienza (1972), del cineasta italiano Marco Ferreri.

## Edizioni italiane
- trad. di Anita Rho, Collana Medusa, Milano: Mondadori 1948, pp. 403 (Oscar ISBN 88-04-16699-1 ISBN 88-04-45652-3)
- trad. di Anita Rho, in Romanzi, Collezione I Meridiani, Milano, Mondadori, 1969.
- trad. di Giuseppe Porzi, collana Grandi Tascabili Economici, Roma: Newton Compton, 1990, pp. 237, ISBN 88-7983-209-3.
- trad. di Clara Morena, Collana I grandi libri, Milano: Garzanti, 1991, pp. 378, ISBN 88-11-36428-0.
- trad. di Umberto Gandini, Collana UEF, Milano: Feltrinelli, 1994, pp. 386, ISBN 88-07-82103-6, ISBN 978-88-07-82103-5.
- trad. di Gunhild Meyer vom Bruck-Boni, Collana Stelle, Torriana: Orsa Maggiore; Collana Ennesima, Rimini: Guaraldi 1995, pp. 345, ISBN 88-8049-065-6.
- trad. di Paola Capriolo, Collana ETascabili, Torino: Einaudi, 2002, pp. 352, ISBN 88-06-16292-6, ISBN 978-88-06-18940-2.
- trad. di Elena Franchetti, a cura di Giulio Schiavoni, Collana BUR Classici, Milano: Rizzoli, 2005, pp. 435, ISBN 88-17-00610-6.
- trad. di Gloria Colombo, Introduzione di Magda Indiveri, Collana Nuovi Classici, Siena: Barbera, 2008, pp. 327, ISBN 978-88-7899-237-5.
- trad. di Amelia De Rosa, Collana Classici Tascabili, Milano: Dalai, 2011, pp. 391, ISBN 978-88-6620-333-9.
- trad. di Barbara Di Noi, con passi inediti, Postfazione di Franco Rella, Milano-Udine: Mimesis, 2014, pp. 419, ISBN 978-88-575-2208-1.
- trad. di Mauro Nervi, in Tutti i romanzi, Collezione Classici della Letteratura Europea, Milano-Firenze, Bompiani, 2023, ISBN 978-88-301-1887-4.
- trad. di Alessandra Iadicicco, Collana La Cultura, Milano, Il Saggiatore, 2023, ISBN 978-88-428-3250-8.